# São Francisco (fluviu)
Fluviul São Francisco (în portugheză Rio São Francisco) este un curs de apă situat in estul Braziliei. Fluviul curge pe o distanță de 2.914 km și se varsă în Oceanul Atlantic. Este cel mai lung râu al cărui curs este situat în întregime pe teritoriul brazilian și al patrulea râu ca lungime din America de Sud (după Amazon, Paraná și Madeira).
Valea sa superioară constituie o zonă cu vegetație forestieră spinoasă. Clima din bazinul fluviului este uscată și caldă. Varietățile de pești ce trăiesc în apele reprezintă o sursă importantă de hrană pentru populația indigenă.